# Ley de la Reserva Federal de 1913
La Ley de la Reserva Federal (cap. 6, (Ley del Congreso 6-38, United States Statutes at Large 251, promulgada 23 de diciembre de 1913) fue una ley del Congreso de los Estados Unidos que estableció la Reserva Federal, el sistema de banca central de los Estados Unidos, y le otorgó la autoridad legal para emitir Billetes de la Reserva Federal (comúnmente conocidos como dólares de Estados Unidos) y Pagarés Bancarios de la Reserva Federal como moneda de curso legal. La ley fue aprobada por el presidente Woodrow Wilson.

## Antecedentes
Durante casi ochenta años, los Estados Unidos no tuvieron un banco central luego de que expiraran los privilegios otorgados al Second Bank of the United States. Luego de varios pánicos financieros, en especial un pánico grave en 1907, algunos estadounidenses fueron persuadidos de que el país necesitaba una reforma bancaria y monetaria que, cuando la economía se vea amenazada con pánicos financieros, provea una reserva de activos líquidos, y además permita que la moneda y el crédito se contraigan y expandan por temporadas dentro de la economía estadounidense.
Parte de esto fue registrado en los reportes de la Comisión Nacional Monetaria (1909-1912), la cual fue creada bajo la Ley Aldrich-Vreeland en 1908. En el reporte de esta Comisión, presentado ante el congreso el 9 de enero de 1912, se incluyeron recomendaciones y un borrador de legislación con 59 secciones, donde se proponían cambios en las leyes bancarias y monetarias de los Estados Unidos. La legislación propuesta era conocida como el Plan Aldrich, en nombre del presidente de la comisión, el senador republicano Nelson W. Aldrich de Rhode Island.
El Plan pedía el establecimiento de una Asociación de Reserva Nacional con 15 oficinas regionales por distrito y 46 directores dispersos geográficamente, principalmente de la profesión bancaria. La Asociación de Reserva haría préstamos de emergencia a los bancos miembros, imprimiría dinero, y funcionaría como el agente fiscal del gobierno de los Estados Unidos. Los bancos autorizados a nivel estatal y nacional tendrían la opción de suscribirse a acciones específicas en las agencias locales de la asociación. Por lo general se cree que el Plan en general había sido formulado en una reunión secreta en la Isla de Jekyll en noviembre de 1910, a la cual asistieron Aldrich y otros financistas con buenas conexiones.
Como el Plan Aldrich básicamente les daba el control total de este sistema a los bancos privados, hubo una fuerte oposición al mismo de parte de los estados rurales y del oeste por miedo a que este se convierta en una herramienta de ciertos financieros ricos y poderosos de Nueva York, a los que se referrían como el "Grupo del Dinero". De hecho, entre mayo de 1912 y enero de 1913 el Comité Pujo, un subcomite del Comité de la Cámara de Representantes para la Banca y la Moneda, llevó a cabo audiencias investigativas sobre el supuesto Grupo del Dinero y sus entrelazados directores. Estas audiencias fueron dirigidas por el representante Arsene Pujo, un representante demócrata de Luisiana.

En las elecciones de 1912, el partido Demócrata ganó el control de la Casa Blanca y ambas cámaras del Congreso. La plataforma del partido se basó en una fuerte oposición a "la llamada ley de Aldrich para el establecimiento de un banco central". Sin embargo, la plataforma también pedía una revisión sistemática de las leyes bancarias de manera que estas pudieran proveer un alivio durante pánicos financieros, desempleo y depresión en los negocios, y que protegiera al público de la "dominación de lo que hoy es conocido como el Grupo del Dinero".

## Historia de la ley

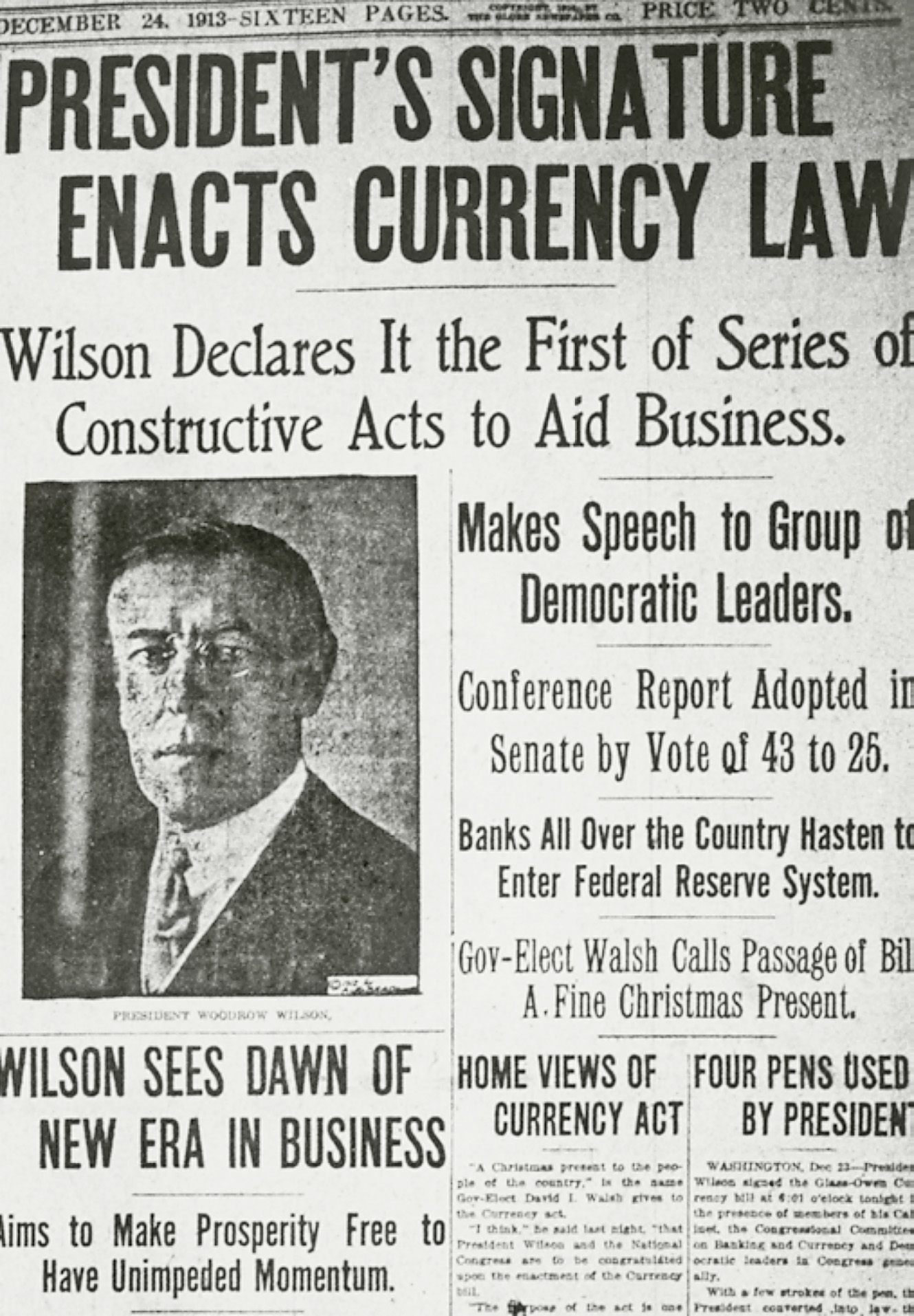
Recorte de un periódico mostrando la noticia de la promulgación de la ley.

El plan de reforma bancaria y monetaria apoyado por el presidente Woodrow Wilson en 1913 fue propuesto por los directores de los Comités Monetario y Bancario tanto del Senado como de la Cámara de Representantes, el representante Carter Glass, un demócrata de Virginia y el Senador Robert Latham Owen, un demócrata de Oklahoma. Según el reporte del Comité de la Cámara de Representantes que acompañó a la Ley Monetaria (H.R. 7837) o la Ley Glass-Owen, como se llamaba comúnmente en ese entonces, la legislación fue preparada tomando ideas de varias propuestas, incluyendo la Ley Aldrich. Sin embargo, a diferencia del plan Aldrich, el cual le entrega el control a los banqueros privados con tan solo una pequeña presencia pública, el nuevo plan le dio un importante rol a una entidad pública, la Junta de la Reserva Federal, al mismo tiempo que establecía un nivel sustancial de autonomía para los Bancos de Reserva regionales, que en ese entonces se les permitía fijar su propia tasa de descuento. Además, en lugar de que la moneda propuesta sea una obligación de los bancos privados, la nueva moneda de la Reserva Federal era una obligación del Tesoro de los Estados Unidos. También, a diferencia del plan Aldrich, la membresía por parte de los bancos certificados era obligatoria, no opcional. Los cambios fueron lo suficientemente significativos que la anterior oposición al sistema de reserva propuesto por parte de los demócratas progresivos fue calmada en gran medida, y en cambio, la oposición a la ley vino de parte de los republicanos ahora, que favorecían más a los negocios en lugar de los demócratas.
Luego de meses de audiencias, debates, votos y enmiendas, la legislación propuesta, con 30 secciones, fue promulgada como la Ley de la Reserva Federal. La Cámara de Representantes estuvo de acuerdo en el reporte de la conferencia sobre la Ley de la Reserva Federal con un voto de 298 sí contra 60 no, y 76 abstenciones el 22 de diciembre de 1913. El Senado, el 23 de diciembre de 1913, lo aprobó con un voto de 43 sí a 25 no con 27 abstenciones. El registro muestra que no hubo demócratas en el senado, que votaron en contra de la ley y sólo dos lo hicieron en la Cámara de Representantes. El registro también muestra que casi ninguno de los que no votaron por la ley, habían declarado sus intenciones anteriormente y fueron agrupados con miembros con intenciones opuestas.

## La Ley
El plan adoptado en la Ley original de la Reserva Federal incluía la creación de un sistema que combinase tanto entidades privadas como públicas. Debían haber por lo menos 8, y no más de 12, bancos de la Reserva Federal regionales privados (12 fueron creados), cada uno con sus propias agencias, junta directiva y límites distritales y el sistema debía ser controlado por siete miembros de la Junta Directiva de la Reserva Federal conformada por funcionarios públicos nombrados por el presidente y confirmados por el Senado (empoderada y renombrada en 1935 como la Junta de Gobernadores del Sistema de la Reserva Federal con el Secretario del Tesoro y el Controlador General de la Moneda retirados de la junta). Junto al Sistema de la Reserva Federal se creó un Comité Federal de Asesoría con 12 miembros y una nueva y única moneda para los Estados Unidos, el Billete de la Reserva Federal.
En la Ley de la Reserva Federal, el congreso exigió que todos los bancos comisionados a nivel nacional se debía volver miembros del Sistema de Reserva Federal. La ley exigía a estos bancos a que compren cantidades específicas de acciones no-transferibles en sus bancos locales de la Reserva Federal, y que guarden un monto estipulado de reservas sin intereses con sus respectivos bancos de reserva. Desde 1980, se les ha exigido a todas las instituciones depositarias que guarden reservas por separado con la Reserva Federal. Estas instituciones tienen el derecho de recibir ciertos servicios de la Reserva Federal. Los bancos estatales autorizados tuvieron la opción de convertirse en miembros del Sistema de la Reserva Federal y en caso de que hagan uso de esa opción eran sujetos a supervisión, en parte, por parte del Sistema de la Reserva Federal. Los bancos miembros pudieron acceder a préstamos a descuento en la ventanilla de descuentos, a un 6% de dividendos anuales en su stock de la Reserva Federal, y a otros servicios. La Sección 15 de la ley también permitía a los bancos de la Reserva Federal el actuar como agentes fiscales del gobierno de los Estados Unidos.
La Sección 25 permitía a los bancos establecer agencias en el exterior. Citibank fue el primero en hacerlo con una agencia en Buenos Aires.

## Enmiendas posteriores
En los años 1930 la Ley de la Reserva Federal fue enmendada para crear el Comité Federal de Mercado Abierto (FOMC por sus siglas en inglés), que consistía de los siete miembros de la Junta de Gobernadores del Sistema de la Reserva Federal y cinco representantes de los bancos de la Reserva Federal (Sección 12B). el FOMC está obligado a reunirse por lo menos cuatro veces al año (en la práctica se reúnen normalmente ocho veces) y tiene el poder de dirigir todas las operaciones en mercado abierto de los bancos de la Reserva Federal.
Durante los años 1970, la Ley de la Reserva Federal fue enmendada para que la Junta y el FOMC "promuevan en forma efectiva los objetivos de máximo empleo, precios estables, y tasas de interés a largo plazo moderadas". También en esa década, la Ley fue enmendada para que el gobernador miembro propuesto por el presidente para que se convierta en el presidente de la Junta estuviera en su cargo por un periodo de cuatro años y sea sujeto a confirmación por parte del Senado (los gobernadores miembro per se tienen periodos de 14 años, con un periodo específico que concluye cada dos años) (Sección 10). El Presidente también está obligado a presentarse ante el congreso en audiencias semianuales para reportar sobre la conducta de la política monetaria, el desarrollo económico, y los prospectos para el futuro.
La Ley de la Reserva Federal ha sido enmendada por más de 200 leyes posteriores del Congreso. Al día de hoy continúa siendo una de las principales leyes bancarias de los Estados Unidos.

## Críticas
Ha habido controversias sobre la Ley de la Reserva Federal y el establecimiento del Sistema de Reserva Federal antes de su promulgación. Algunos de los cuestionamientos que se han realizado incluyen: si es que el congreso tiene el poder constitucional para delegar su poder para acuñar moneda o imprimir billetes, si es que la Reserva Federal es un cartel público de bancos privados (también llamado un cartel bancario) establecido para proteger poderosos intereses financieros, y si es que las acciones de la Reserva Federal incrementaron la gravedad de la Gran Depresión en los años 1930 (y/o la gravedad o frecuencia de otros altibajos en los ciclos económicos, como la recesión de finales de los años 2000). Las acusaciones de que la ley había sido promulgada cuando la mayoría del Congreso estaba de vacaciones por Navidad el 23 de diciembre no está apoyada por los registros históricos: La cámara baja aprobó la ley con una votación de 298-60 y 76 abstenciones, mientras que el senado la aprobó con 43-25 y 27 abstenciones.